# San Pedro Buenavista, Venustiano Carranza
San Pedro Buenavista är en ort i Mexiko.   Den ligger i kommunen Venustiano Carranza och delstaten Chiapas, i den sydöstra delen av landet, 800 km öster om huvudstaden Mexico City. San Pedro Buenavista ligger 678 meter över havet och antalet invånare är 109.
Terrängen runt San Pedro Buenavista är kuperad åt nordost, men åt sydväst är den platt. Runt San Pedro Buenavista är det ganska glesbefolkat, med 47 invånare per kvadratkilometer. Närmaste större samhälle är Venustiano Carranza, 10,5 km väster om San Pedro Buenavista. Omgivningarna runt San Pedro Buenavista är en mosaik av jordbruksmark och naturlig växtlighet.